# The Dead South
The Dead South sono un gruppo musicale canadese formatosi mel 2012 a Regina, nel Saskatchewan.
La band nel 2013 ha esordito con EP The Ocean Went Mad and We Were to Blame. Il loro album di debutto è stato pubblicato dall'etichetta tedesca Devil Duck Records e intitolato Good Company, è uscito nel 2014. Successivamente sono stati pubblicati  Illusion and Doubt nel 2016 e tre anni dopo Sugar & Joy.

## Discografia

### Album in studio
- 2014 – Good Company
- 2016 – Illusion and Doubt
- 2019 – Sugar & Joy
- 2024 - Chains & Stakes

### EP
- 2013 – The Ocean Went Mad and We Were to Blame
- 2022 - Easy Listening for Jerks Pt. 1
- 2022 - Easy Listening for Jerks Pt. 2

### Live
- 2021 - Served Live

## Riconoscimenti
- 2015 - Canadian Independent Music Association
  - Road Gold[1]
- 2018 - Juno Awards
  - Juno Award for Traditional Roots Album of the Year[2]
- 2019 - Canadian Independent Music Association
  - Group of the Year[3]
- 2020 - Juno Awards
  - Juno Award for Traditional Roots Album of the Year[4]